# Eksplozije v Bejrutu (2020)
4. avgusta 2020 je eksplodirala velika količina amonijevega nitrata, shranjenega v pristanišču Bejrut v glavnem mestu Libanona, kar je povzročilo najmanj 218 smrtnih žrtev, 7000 ranjenih in 15 milijard ameriških dolarjev gmotne škode, poleg tega pa je ostalo približno 300.000 ljudi brez doma. Tovor 2750 ton snovi (kar ustreza približno 1,1 kilotone TNT) je bil zadnjih šest let shranjen v skladišču brez ustreznih varnostnih ukrepov, po tem, ko so ga libanonske oblasti zaplenile z zapuščene ladje MV Rhosus. Eksploziji je sledil požar v istem skladišču.
Eksplozija je bila tako močna, da je fizično pretresla celotno državo Libanon. Čutili so ga v Turčiji, Siriji, Palestini, Jordaniji in Izraelu, pa tudi v delih Evrope, slišali pa so ga tudi na Cipru, ki je oddaljen več kot 240 km. Ameriški geološki zavod jo je zaznal kot seizmični dogodek z magnitudo 3,3 in velja za eno najmočnejših naključnih umetnih nejedrskih eksplozij v zgodovini.
Libanonska vlada je kot odziv na katastrofo razglasila dvotedenske izredne razmere. Po tem so po Libanonu izbruhnili protesti proti vladi, ker ni preprečila katastrofe, in se tako pridružili večji seriji protestov, ki so po vsej državi potekali od leta 2019. 10. avgusta 2020 sta premier Hassan Diab in libanonski kabinet odstopila.
Sosednji žitni silosi so bili močno poškodovani. Julija in avgusta 2022 se je po večtedenskem požaru v preostalem žitu porušil del silosa.

## Ozadje
Libanonsko gospodarstvo je bilo pred eksplozijo v krizi, saj je vlada zamujala z dolgovi, libanonski funt je padel, stopnja revščine pa je narasla čez 50 %. Poleg tega je pandemija covida-19 preplavila številne bolnišnice v državi, nekaterim od njih je že primanjkovalo medicinskega materiala in zaradi finančne krize niso mogle plačati osebja. Jutro pred eksplozijo je vodja univerzitetne bolnišnice Rafik Hariri, ki je služila kot glavna zdravstvena ustanova za COVID-19 v Libanonu, opozoril, da se približuje polni zmogljivosti.
Bejrutsko pristanišče v državni lasti služi kot glavna pomorska vstopna točka v Libanon in pomemben del infrastrukture za uvoz redkega blaga. Bejrutska pomorska baza je del pristanišča. Pristanišče je vključevalo štiri bazene, šestnajst pomolov, dvanajst skladišč, velik kontejnerski terminal in žitno dvigalo s skupno zmogljivostjo 120.000 ton, ki je služilo kot strateška rezerva žit za državo. Dvigalo za žito je bilo zgrajeno v 1960-ih kot del načrta širitve, ki ga je predlagal palestinski bankir Yousef Beidas.

## MV Rhosus
27. septembra 2013 je tovorna ladja MV Rhosus, ki pluje pod moldavsko zastavo, izplula iz Batumija v Gruziji v Beiro v Mozambiku in prevažala 2750 ton amonijevega nitrata. Rhosus je bil v lasti podjetja s sedežem v Panami, vendar je kapitan menil, da je v dejanski lasti ruskega poslovneža Igorja Grečuškina. Pošiljko je naročilo afriško podjetje za proizvodnjo eksplozivov za rudarstvo v Mozambiku. Vendar pa je poročanje Der Spiegela ugotovilo, da Rhosusa ni imel Grečuškin, temveč ciprski poslovnež Charalambos Manoli, ki je vzdrževal odnose z banko, ki jo uporablja Hezbolah v Libanonu.
21. novembra 2013 je ladja pristala v Bejrutu. Nekateri viri pravijo, da je bil prisiljen pristati zaradi mehanskih težav in morebitnih težav z motorjem, medtem ko drugi viri trdijo, da lastnik ni imel dovolj sredstev za plačilo takse za Sueški prekop in je poskušal prevzeti pošiljko težkega strojev v Bejrutu. Težki stroji so bili zloženi na vrhu vrat tovornega prostora, ki je vseboval amonijev nitrat, zaradi česar so se vrata upognila, kar je poškodovalo ladjo. Po inšpekcijskem pregledu pomorske inšpekcije je bil Rhosus ocenjen kot nesposoben za plovbo in mu je bilo prepovedano izpluti.  Na krovu je bilo osem Ukrajincev in en ali dva Rusa in s pomočjo ukrajinskega konzula je bilo repatriiranih pet Ukrajincev, štirje člani posadke pa so skrbeli za ladjo.
Grečuškin naj bi bankrotiral in ko so najemniki izgubili zanimanje za tovor, je zapustil Rhosus. Ladji je kmalu zmanjkalo zalog, preostala posadka pa se ni mogla izkrcati zaradi omejitev priseljevanja. Glede na Lloyd's List je pomorska inšpekcija Rhosus zasegla 4. februarja 2014 zaradi 100.000 ameriških dolarjev neplačanih računov. Ladja je nabrala pristaniške pristojbine in bila kaznovana zaradi zavrnitve tovora. Odvetniki so se zavzemali za vrnitev posadke iz sočutnih razlogov zaradi nevarnosti, ki jo predstavlja tovor, ki je še vedno na ladji, in sodnik za nujne zadeve v Bejrutu jim je dovolil, da se vrnejo domov. Na ladji so bili prisiljeni živeti približno eno leto.
Po ukazu sodnika je bil Rhosusov tovor leta 2014 pripeljan na obalo in postavljen v skladišče 12 v pristanišču, kjer je ostal naslednjih šest let. Rhosus je potonil v pristanišču februarja 2018.
Libanonski cariniki so sodnikom poslali pisma, v katerih so zahtevali rešitev vprašanja zaseženega tovora, in predlagali, da se amonijev nitrat bodisi izvozi, da libanonskim oboroženim silam ali proda zasebnemu podjetju Libanese Explosives Company. Pisma je bilo poslano 27. junija in 5. decembra 2014, 6. maja 2015, 20. maja in 13. oktobra 2016 ter 27. oktobra 2017. V enem od pisem, poslanih leta 2016, je bilo navedeno, da sodniki niso odgovorili na prejšnje zahteve, in prigovarjal:
Glede na resno nevarnost zadrževanja tega blaga v hangarju v neprimernih podnebnih razmerah ponovno potrjujemo našo prošnjo, da od pomorske agencije zahtevamo nemudoma ponovni izvoz tega blaga, da se ohrani varnost pristanišča in tistih, ki delajo v njem, ali razmislite o dogovoru o prodaji tega zneska ...

## Eksplozija

### Požar in prva eksplozija
Okoli 17:45 po lokalnem času (14:45 UTC) 4. avgusta 2020 je v skladišču 12 v pristanišču Bejrut izbruhnil požar. Skladišče 12, ki je bilo ob obali in v bližini žitnega dvigala, je hranilo amonijev nitrat, ki je bil zasežen pri Rhosusu, skupaj s kopico ognjemetov. Okrog 17:55 po lokalnem času (14:55 UTC) je bila ekipa devetih gasilcev in enega reševalca, znana kot Vod 5, poslana v boj proti ognju. Ob prihodu je gasilska ekipa sporočila, da je nekaj narobe, saj je bil požar ogromen in je proizvajal nor zvok.
Začetna eksplozija ob približno 18:07 po lokalnem času (15:07 UTC), ki jo je verjetno sprožil shranjeni ognjemet, je poslala velik oblak dima in prasketanje svetlih bliskov ognjemeta ter močno poškodovala strukturo skladišča 12 z sila enaka približno 1,5–2,5 tone TNT-ja.

### Končna eksplozija
Druga eksplozija, 33 do 35 sekund kasneje, je bila veliko močnejša in so jo čutili v severnem Izraelu in na Cipru, 240 kilometrov stran. Zatresel je osrednji Bejrut in v zrak poslal rdeče-oranžen oblak, ki je bil za kratek čas obdan z belim kondenzacijskim oblakom. Rdeče-oranžno barvo dima je povzročil dušikov dioksid, stranski produkt razgradnje amonijevega nitrata.
Do naslednjega jutra je bil glavni požar, ki je privedel do eksplozije, pogašen.

## Žrtve
Skupno je bilo potrjeno, da je v eksploziji umrlo 218 ljudi, več kot 7000 pa je bilo ranjenih. Med žrtvami so bili tujci iz najmanj 22 držav. V eksploziji je bilo ranjenih tudi več mornariških mirovnikov Združenih narodov, ki so bili člani začasnih sil ZN v Libanonu (UNIFIL). Visoki komisariat Združenih narodov za begunce (UNHCR) je poročal, da je med mrtvimi in pogrešanimi 34 beguncev, dodatnih 124 beguncev pa je bilo ranjenih. Najmanj 150 ljudi je zaradi eksplozije postalo trajno invalidnih.
Vseh deset članov voda 5, ekipa devetih gasilcev in reševalca, je umrlo na kraju eksplozije. Nazar Najarian, generalni sekretar stranke Kataeb, je umrl zaradi hudih poškodb glave. Francoski arhitekt Jean-Marc Bonfils je umrl zaradi hudih poškodb v svojem stanovanju v stavbi East Village v Mar Mikhaëlu. Takrat je na Facebooku v živo prenašal požar v skladišču. Tudi lady Cochrane Sursock, filantropistka in članica družine Sursock, je umrla 31. avgusta zaradi poškodb, ki jih je utrpela v eksploziji.

## Škoda
Eksplozija je prevrnila avtomobile in zgradbe z jeklenimi okvirji odstranila obloge. Znotraj pristaniškega območja je eksplozija uničila del obale in pustila eksplozijski krater s premerom približno 124 m in globino 43 m. Eksplozija je poškodovala domove, oddaljene do 10 kilometrov in do 300.000 ljudi je zaradi eksplozije ostalo brez domov. Žitno dvigalo je bilo v veliki meri uničeno, kar je poslabšalo pomanjkanje hrane, ki sta ga povzročila pandemija COVID-19 in finančna kriza. Približno 15.000 ton žita je bilo izgubljenih, tako da je država imela v rezervi manj kot mesec dni žita. Vendar je del trdne konstrukcije dvigala preživel in ščitil veliko območje zahodnega Bejruta pred večjim uničenjem.
Škoda zaradi eksplozije je prizadela več kot polovico Bejruta, z verjetnimi stroški nad 15 milijard ameriških dolarjev in zavarovanimi izgubami na približno 3 milijarde ameriških dolarjev. Približno devetdeset odstotkov mestnih hotelov je bilo poškodovanih in tri bolnišnice popolnoma uničene, medtem ko sta še dve utrpeli škodo. Na desetine poškodovanih ljudi, ki so jih prepeljali v bližnje bolnišnice, niso mogli sprejeti zaradi škode v bolnišnicah. Okna in druge steklene instalacije po mestu so bile razbite.
Bolnišnica sv. Juriaja, ena največjih zdravstvenih ustanov v mestu, je bila od eksplozije oddaljena manj kot 1 kilometer in je bila tako hudo poškodovana, da je bilo osebje prisiljeno zdraviti bolnike na ulici. Štiri medicinske sestre so umrle zaradi začetne eksplozije, petnajst bolnikov je umrlo, potem ko so njihovi ventilatorji prenehali delovati, več otrok pacientov z rakom pa je poškodovalo leteče steklo. V nekaj urah, potem ko so odpustili vse paciente in nekatere poslali v druge ustanove, je bila bolnišnica Saint George prisiljena zapreti.[142] Direktor bolnišnične intenzivne nege, dr. Joseph Haddad, je bil citiran: Bolnišnice Saint George ni več. Padla je, je na tleh ... Vse je uničeno. Vse.
Muzej Sursock je bil močno poškodovan, tako kot večina njegovih umetnin, nekaj keramike pa je bilo popolnoma uničenih. Eksplozija je močno poškodovala atelje modne hiše Sandra Mansour. Palača Sursock, 160 let stara bejrutska znamenitost, ki je bila uvrščena na seznam kulturne dediščine, je prav tako utrpela veliko škodo, prav tako njena številna umetniška dela. Nekaj steklenih artefaktov v Arheološkem muzeju Ameriške univerze Bejruta so bila prav tako uničena in ogromna 118 let stara vrata, ki so se odpirala na glavni razstavni prostor, je odneslo s tečajev. Palača Bustros, v kateri je ministrstvo za zunanje zadeve in izseljence, je bila močno poškodovana. Armenski katolikosat v Anteliasu je utrpel veliko škodo. Vsi vitraži nacionalne evangeličanske cerkve so bili razneseni. Tudi sedež FIBA Azija je bil močno poškodovan. Veleposlaništva v Bejrutu in okolici so poročala o različnih stopnjah škode na svojih zgradbah; veleposlaništva Argentine, Avstralije, Finske, Cipra in Nizozemske, ki so bila blizu eksplozije, so utrpela veliko škodo, medtem ko južnokorejsko poroča o manjši škodi, madžarsko, kazahstansko, rusko, bolgarsko, romunsko in turško veleposlaništva.